# Alcochete (Freguesia)
Alcochete ist eine Gemeinde (Freguesia) im gleichnamigen Kreis (Município) von Alcochete mit 119,4 km² Fläche und 13.228 Einwohnern (Stand 19. April 2021). Daraus ergibt sich eine Bevölkerungsdichte von 110,7 Einwohnern je km².

## Geographie

### Natur
In der Gemeinde befindet sich der Hauptsitz des Reserva Natural do Estuário do Tejo (Naturreservat Tejo-Mündung)

## Geschichte
Rund vier Kilometer östlich von Alcochete, nahe der heutigen Hauptstraße N 118, befindet sich Porto dos Cacos, ein archäologischer Fundort und antiker römischer Hafen am rechten Ufer des Ribeira das Enguias mit Funden aus dem 1. bis 5. Jahrhundert.
Geschichtlich bedeutend für die Gemeinde ist die Geburt des späteren Königs von Portugal Manuel I. im Jahr 1469.

## Städte und Gemeinden
Die Gemeinde (Freguesia) Alcochete setzt sich aus 3 Gemeinden zusammen:
- Alcochete
- Samouco
- São Francisco